# Sven Schwarz (canottiere)
Sven Schwarz (Haarlem, 3 dicembre 1964) è un canottiere olandese, vincitore della medaglia d'argento nei quattro senza ai mondiali di Lake Barrington 1990.

## Biografia
È fratello del canottiere Ralph Schwarz e padre di Bram Schwarz, entrambi canottieri di caratura internazionale.
Ha rappresentato i Paesi Bassi ai Giochi olimpici estivi di Seul 1988, classificandosi nono nei quattro senza. L'equipaggio comprendeva il fratello Ralph, Tjark de Vries e Johan Leutscher.
Ai mondiali di Lake Barrington 1990 ha vinto la medaglia d'argento nei quattro senza, assieme a Niels van der Zwan, Jaap Krijtenburg e Bart Peters.
Ha fatto la sua seconda apparizione olimpica a Barcellona 1992 sempre nei quattro senza, classificandosi quinto, con Bart Peters, Niels van der Zwan e Jaap Krijtenburg.

## Palmarès
- Mondiali

Lake Barrington 1990: argento nei 4 senza;